# 롯카쿠 요시하루
롯카쿠 요시하루(일본어: 六角義治, 1545년 ~ 1612년 11월 14일)는 센고쿠 시대부터 에도 시대 초기까지의 무장이다. 롯카쿠씨(六角氏) 제16대 당주이자 남오미의 센고쿠 다이묘. 롯카쿠 요시스케(六角義弼)라 부르는 경우도 있다.

## 생애

### 가독 상속
덴분 14년(1545년), 롯카쿠 요시카타의 적자로 태어났다. 어머니는 노토국의 센고쿠 다이묘 하타케야마 요시후사(畠山義総)의 딸이지만, 아버지 요시카타는 처음에는 어머니의 언니와 결혼을 했다. 하지만, 일찍 죽었기 때문에, 후실로 맞이하게 된다. 덧붙어서, 요시나오의 생모인 지금의 어머니도 덴분 16년(1547년)에 일찍 죽는다.
에이로쿠 2년(1559년) 아버지 요시카타가 은거하고, 가독을 물려주게 된다. 하지만, 실권은 아버지가 쥐고 있었던 것같다. 에이로쿠 4년(1561년)에 가와치의 하타케야마 다카마사(畠山高政)와 함께 미요시가를 공격한다. 이때 요시하루는 아버지 밑에서 동생 요시사다(義定)과 함께 교토로 출병한다.

### 간논지소동
에로쿠 6년(1563년) 롯카쿠가 안에서 신망이 높았던 중신 고토 다카토요(後藤賢豊)와 이키노카미(壱岐守) 부자가 간논지성(観音寺城)내에서 주살되었다.(간논지 소동, 観音寺騒動) 이를 계기로 롯카쿠씨의 집안은 동요한다. 이 시기 이웃국인 아자이 나가마사로 이반하는 자가 나타나기 시작한다. 이 소동으로 요시하루는 일시, 가신단에 의해 아버지와 함께 간논지성에서 쫓겨나지만, 중신 가모 사다히데, 가타히데 부자의 노력으로 간논지로 돌아온다.
에로쿠 8년(1565년) 교토에서 미요시 산닌슈와 마쓰나가 히사히데가 쇼군 아시카가 요시테루를 암살한다.(에이로쿠의 변) 요시하루는 요시테루의 동생 이치조인 가쿠케이의 망명을 받아주지만, 미요시 산닌슈가 관령직등 조건을 내걸자 요시아키를 추방한다.
에이로쿠 10년(1567년) 4월 28일 아버지 요시카타의 명령으로 어쩔 수 없이 분국법(分国法)있는 롯카쿠시시키모쿠(六角氏式目)에 서명을 하고 가독을 동생 요시사다에게 양도하게 된다.(양도하지 않았다는 설도 존재한다.)

### 멸망
에로쿠 11년(1568년) 오다 노부나가의 침공을 받자, 숙적으로 있는 미요시씨(三好氏) 세력과 손을 잡고 노부나가에 대항한다. 특히 이와나리 도모미치(岩成友通)의 도움을 받아 일단 노부나가를 물리쳤지만, 노부나가는 다음해 롯카쿠측 항전체제가 느슨해진 틈을 타 다시 침공해온다. 격전끝에 롯카쿠부자는 미쓰쿠리성(箕作城)에서 농성해 보지만, 함락되고 고카군으로 거점을 옮긴다.(간논지성 전투, 観音寺城の戦い)
이 후에도 아자이가와 아사쿠라가와 연대하는 등 노부나가측을 계속 괴롭힌다.(노다성·후쿠시마성 전투, 野田城・福島城の戦い) 결국 노부나가는 조정에 탄원을 하고, 아자이, 아사쿠라가와 함께 화의를 맺게된다. 하지만, 다시 세를 정비한 노부나가는 일방적으로 화의를 파기하고, 아사쿠라, 아자이가를 차례로 멸문시킨다. 할 수 없이 요시하루는 노부나가와 다시 화친한다.
하지만, 아시카가 장군가(足利将軍家), 우에스기씨, 가이 다케다씨에 의해 다시 결성된 노부나가 포위망에 참여하고 저항을 계속해보지만, 무위로 그치고 역사의 뒤안길로 사라진다.

### 만년
노부나가 사후, 도요토미 히데요시가 정권을 잡자, 관백 도요토미 히데쓰구가 주최하는 이누오모노(犬追物)에 궁술 지도역할로 출석한다. 그리고, 도요토미 히데요시의 오토기슈(御伽衆)로써 아시카가 요시아키, 시바 요시카네(斯波義銀)와 함께 히데요시를 모신다. 히데요시 사후 도요토미 히데요리의 궁술 사범으로 역임한다. 그리고, 그 후 출가한 것 같다. 게이초 17년(1612년) ·10월 22일에 눈을 감는다. 향년 68세.
위패는 아버지 요시타카와 함께 지금의 교토부 교타나베시 잇큐지(一休寺)에 배향되었다.
| 전임 롯카쿠 요시카타 | 제16대 롯카쿠씨 당주 1559년 - 1567년 | 후임 롯카쿠 요시사다 |